# Conrado I de Luxemburgo
Conrado I (c. 1040 – 8 de agosto de 1086) fue conde de Luxemburgo (1059-1086), sucediendo a su padre Giselberto de Luxemburgo.
Se vio envuelto en una disputa con el arzobispo de Tréveris, acerca de la abadía de Saint-Maximin en Trier, que había dotado. El arzobispo le excomulgo y Conrado tuvo que hacer acuerdos honorables y partió en peregrinación a Jerusalén para que su excomunión fuera levantada. Murió en Italia durante el viaje de regreso.
Fundó la abadía de Orval en 1070 con el conde Arnoldo I de Chiny y la abadía de Altmünster en el año 1083.

## Matrimonio y descendencia
En torno a 1075 se casó con Clemencia de Aquitania (1060-1142), hija del Duque Guillermo VII de Aquitania y de Ermesinda. Fueron padres de:
- Matilda (1070 † ), esposa de Godefroy (1075 † ), Conde de Bleisgau
- Enrique III († 1086), Conde de Luxemburgo[6]
- Rudolph († 1099), abad de Saint-Vannes en Verdun
- Conrado, citado en 1080
- Adalbero, (m. 1098 en Antioquía), Arcediano de Metz, viajó a Tierra Santa, como parte del ejército de Godofredo de Bouillon, donde fue ejecutado por los Turcos
- Ermesinda (1075 † 1143), casada con:
  1. en el año 1096, Alberto II († 1098), conde de Egisheim y de Dagsbourg,
  2. en 1101, Godofredo (1067 † 1139), conde de Namur.[7] Fueron los padres de Enrique IV de Luxemburgo
- Guillermo I (1081 † 1131), Conde de Luxemburgo, casado con Matilde de Beichlingen[8]